# Самцевриси (церковь)
Церковь Самцевриси в честь Святого Георгия (груз. სამწევრისის წმინდა გიორგის ტაძარი) — раннесредневековая грузинская православная церковь в селе Самцевриси Карельского муниципалитета в грузинском крае (мхаре) Шида-Картли. Это крестообразная в плане церковь, стилистически датированная первой половиной VII века. В 2007 году церковь была включена в список недвижимых культурных памятников национального значения Грузии.

## Расположение и архитектура
Церковь Самцевриси построена на невысоком холме на левом берегу реки Дзамы в восточной части водораздела рек Куры и Дзамы. Из-за своего доминирующего положения, церковь видна с главной грузинской автомагистрали Восток-Запад и железной дороги на север.
Самцевриси — небольшая купольная церковь, построенная из высеченных серовато-красноватых песчаниковых блоков. Её размеры 9,6×8,8 м, высота 10,6 м. Храм относится к распространённому в раннехристианском грузинском зодчестве типу «свободный крест», он несколько вытянуто с востока на запад, подковообразной апсидой. Церковь стоит на трёхступенчатом цоколе. Стилистически это сооружение датируют началом VII века. XVI веком датирована кладка однонефной часовни для отпевания покойников на юго-западе. Купол церкви опирается на восьмиугольное основание, поддерживаемое тромпами — четырьмя большими по углам и восемью малыми в верхнем ряду. В основании купола прорезано два окна, выходящие на восток и на запад. Вход в церковь с юга. Здание было значительно повреждено в результате землетрясения 8 мая 1940 года и впоследствии было отремонтировано группой грузинских специалистов в период с 1950 по 1953 год.

## Надписи
На стенах церкви две грузинские надписи, выполненные средневековым шрифтом асомтаврули: на восточном фасаде отмечается строительство водоканала на двадцатом году правления Константина III Абхазского, то есть около 914 года, а в другой надписи на южном фасаде упоминается местный дворянин Мераб Панаскертели, который подновил церковь в конце XV или начале XVI века.